# Trichonephila senegalensis
Trichonephila senegalensis is een spinnensoort uit de familie van de wielwebspinnen (Araneidae).
De wetenschappelijke naam van de soort werd in 1842 als Epeira senegalensis gepubliceerd door Charles Athanase Walckenaer.

## Ondersoorten
- Trichonephila senegalensis senegalensis
- Trichonephila senegalensis annulata (Thorell, 1859)
- Trichonephila senegalensis bragantina (Brito Capello, 1867)
- Trichonephila senegalensis hildebrandti (Dahl, 1912)
- Trichonephila senegalensis huebneri (Dahl, 1912)
- Trichonephila senegalensis keyserlingi (Blackwall, 1865)
- Trichonephila senegalensis nyikae (Pocock, 1898)
- Trichonephila senegalensis schweinfurthi (Simon, 1890)